# هاردتنر
هاردتنر (بالإنجليزية: Hardtner, Kansas)‏ هي مدينة تقع في مقاطعة باربر، كانزاس بولاية كانساس في الولايات المتحدة. تبلغ مساحة هذه المدينة 0.78 (كم²)، وترتفع عن سطح البحر 434 م، بلغ عدد سكانها 172 نسمة في عام 2010 حسب إحصاء مكتب تعداد الولايات المتحدة وتصل الكثافة السكانية فيها 221.4 نسمة/كم2.

## التركيبة السكانية
قام مكتب تعداد الولايات المتحدة بتحديد بيانات التركيبة السكانية لهاردتنرفي تعداد الولايات المتحدة. في ما يلي، التركيبة السكانية حسب تعدادي 2000 و2010.

### تعداد عام 2000
بلغ عدد سكان هاردتنر 199 نسمة بحسب تعداد عام 2000، وبلغ عدد الأسر 95 أسرة وعدد العائلات 64 عائلة مقيمة في المدينة. في حين سجلت الكثافة السكانية 666.9 نسمة لكل ميل مربع (257.5/كم2). وبلغ عدد الوحدات السكنية 126 وحدة بمتوسط كثافة قدره 422.3 نسمة لكل ميل مربع (163.1/كم2).
وتوزع التركيب العرقي للمدينة بنسبة 98.49% من البيض و 1.01% من الأمريكيين الأصليين و 0.50% من عرقين مختلطين أو أكثر.
بلغ عدد الأسر 95 أسرة كانت نسبة 18.9% منها لديها أطفال تحت سن الثامنة عشر تعيش معهم، وبلغت نسبة الأزواج القاطنين مع بعضهم البعض 63.2% من أصل المجموع الكلي للأسر، ونسبة 2.1% من الأسر كان لديها معيلات من الإناث دون وجود شريك، وكانت نسبة 31.6% من غير العائلات. تألفت نسبة 30.5% من أصل جميع الأسر من أفراد ونسبة 21.1% كانوا يعيش معهم شخص وحيد يبلغ من العمر 65 عاماً فما فوق. وبلغ متوسط حجم الأسرة المعيشية 2.55، أما متوسط حجم العائلات فبلغ 2.09.
بلغ العمر الوسطي للسكان 54 عاماً. وكانت نسبة 18.1% من القاطنين تحت سن الثامنة عشر، وكانت نسبة 4.5% بين الثامنة عشر والأربعة وعشرون عاماً، ونسبة 16.1% كانت واقعةً في الفئة العمرية ما بين الخامسة والعشرون حتى والأربعة وأربعون عاماً، ونسبة 29.6% كانت ما بين الخامسة والأربعون حتى الرابعة والستون، ونسبة 31.7% كانت ضمن فئة الخامسة والستون عاماً فما فوق. يوجد لكل 100 أنثى 105.2 ذكر، ويوجد لكل 100 أنثى في الثامنة عشر من عمرها فما فوق 98.8 ذكر.
بلغ متوسط دخل الأسرة في المدينة 31,875 دولار، أما متوسط دخل العائلة فبلغ 34,038 دولار. وكان متوسط دخل الذكور 27,083 دولار مقابل 19,583 دولار للإناث. وسجل دخل الفرد الخاص بالمدينة 18,390 دولار. وكانت نسبة 7.8% من العائلات ونسبة 7.5% من السكان تحت خط الفقر، وكان من هؤلاء نسبة 15.6% تحت سن الثامنة عشر ولا أحد منهم في الخامسة والستين من العمر وما فوق.

### تعداد عام 2010
بلغ عدد سكان هاردتنر 172 نسمة بحسب تعداد عام 2010، وبلغ عدد الأسر 85 أسرة وعدد العائلات 44 عائلة مقيمة في المدينة. في حين سجلت الكثافة السكانية 573.3 نسمة لكل ميل مربع (221.4/كم2). وبلغ عدد الوحدات السكنية 123 وحدة بمتوسط كثافة قدره 410.0 لكل ميل مربع (158.3/كم2).
وتوزع التركيب العرقي للمدينة بنسبة 95.9% من البيض و 0.6% من الأمريكيين الأصليين و 0.6% من الأمريكيين ذوي الأصول الآسيوية و 2.9% من عرقين مختلطين أو أكثر.
بلغ عدد الأسر 85 أسرة كانت نسبة 17.6% منها لديها أطفال تحت سن الثامنة عشر تعيش معهم، وبلغت نسبة الأزواج القاطنين مع بعضهم البعض 45.9% من أصل المجموع الكلي للأسر، ونسبة 3.5% من الأسر كان لديها معيلات من الإناث دون وجود شريك، بينما كانت نسبة 2.4% من الأسر لديها معيلون من الذكور دون وجود شريكة وكانت نسبة 48.2% من غير العائلات. تألفت نسبة 43.5% من أصل جميع الأسر من أفراد ونسبة 24.7% كانوا يعيش معهم شخص وحيد يبلغ من العمر 65 عاماً فما فوق. وبلغ متوسط حجم الأسرة المعيشية 2.84، أما متوسط حجم العائلات فبلغ 2.02.
بلغ العمر الوسطي للسكان 51 عاماً. وكانت نسبة 19.2% من القاطنين تحت سن الثامنة عشر، وكانت نسبة 1.1% بين الثامنة عشر والأربعة وعشرون عاماً، ونسبة 19.2% كانت واقعةً في الفئة العمرية ما بين الخامسة والعشرون حتى والأربعة وأربعون عاماً، ونسبة 36.7% كانت ما بين الخامسة والأربعون حتى الرابعة والستون، ونسبة 23.8% كانت ضمن فئة الخامسة والستون عاماً فما فوق. وتوزع التركيب الجنسي للسكان بنسبة 52.3% ذكور و47.7% إناث.

## وصلات خارجية
- The US50 - Cities and Towns in Kansas State